# 빨래 (뮤지컬)
《빨래》는 씨에이치수박 제작의 한국 창작 뮤지컬이다. 한국예술종합학교 연극원 졸업작품이 가능성을 인정 받아 2005년 국립극장 별오름 극장에서 상업 작품으로 정식 초연했다. 이후 대학로 상명아트홀 1관, 아트센터K (구 원더스페이스) 네모극장, 알과핵 소극장, 두산아트센터 연강홀을 거쳐 공연을 보완했으며, 2009년부터는 학전그린 소극장에서 오픈런에 가깝게 공연했었다. 그러나 2013년 학전 그린이 철거되면서 2013년 7월부터 아트원씨어터 2관, 2014년 3월까지 아트센터K (구 원더스페이스) 네모극장에서 공연을 하였다. 이후는 대학로에 위치한 동양예술극장에서 공연을 진행하다가 코로나로 인해 2020년 공연을 중단. 2021년 11월부터 재개된 25차 프로덕션은 대학로 유니플렉스 2관에서 다시 공연중이다.
《빨래》는 서울 변두리 소시민들의 삶을 따뜻한 시선으로 그려낸 점을 인정 받아 제11회 한국뮤지컬대상 작사상 및 극본상, 제4회 더 뮤지컬 어워즈 작사, 작곡상 및 극본상을 
수상했다. 또한 가장 최근 제6회 2017 예그린어워즈에서 예그린대상을 수상했다.

## 줄거리
강원도 아가씨 나영과 몽골청년 솔롱고의 빨래 이야기
서울, 하늘과 맞닿은 작은 동네로 이사 온 27살의 나영은
고향 강원도를 떠나 서울의 한 서점에서 근무하며 살고 있다.
`나영`은 빨래를 널러 올라간 옥상에서 이웃집 청년 ‘솔롱고’를 만난다.
어색한 첫 인사로 시작된 둘의 만남은 바람에 날려 넘어간 빨래로 인해 조금씩 가까워지고,
서로의 순수한 모습을 발견하며 한걸음씩 다가가는데...
서울살이 45년 주인할매의 빨래 이야기
나영과 희정엄마가 살고 있는 집의 주인 욕쟁이 할매.
세탁기 살 돈이 아까워 찬물에 빨래하고 박스를 주워 나르며 억척스럽게 살지만
오늘도 빨래줄에 나부끼는 아픈 딸의 기저귀를 보며 한숨을 쉬며 눈물을 참는다.
애교많고 사랑스러운 희정엄마와 구씨 이야기
한 눈에 나영의 속옷사이즈를 정확히 알아 맞히는 이웃집 여자.
동대문에서 속옷장사를 하는 `돌아온 싱글` 희정엄마.
애인 구씨와의 매일 같은 싸움에 몸서리를 치지만,
오늘도 `구씨`의 속옷을 빨래하며 고민을 털어버린다.
우리 이웃들의 빨래 이야기
오늘도 사장 눈치보는 직장인, 외상값 손님에 속 썩는 슈퍼아저씨.
순대 속처럼 미어터지는 마을버스를 운전하는 기사아줌마.
오늘을 살아가는 소시민의 정겨운 인생살이가 빨래와 함께 그려진다.

## 넘버

### 1막
- 서울살이 몇 핸가요?
- 나 한국말 다 알아
- 안녕[2]
- 어서 오세요 제일서점입니다
- 자 건배
- 참 예뻐요
- 내 이름은 솔롱고[3]
- 빨래
- 내 딸 둘아
- 비 오는 날이면

### 2막
- 책 속에 길이 있네(빵 ver.)[4]
- 책 속에 길이 있네(작가 ver.)[5]
- 자 마시고 죽자[6]
- 한 걸음 두 걸음[7]
- 아프고 눈물 나는 사람
- 슬플 땐 빨래를 해
- 참 예뻐요(reprise)
- 서울살이 몇 핸가요?(reprise)

## 등장 인물
- 나영 : 서울살이 5년차인 당찬 강원도 아가씨. 강릉시 연곡면 연곡리에서 살다 왔다. 가족으로는 홀로 강릉에 남아있는 어머니가 있다. 작가가 되는 것이 꿈이지만 여러 사정에 밀려서 앞길이 막막한 듯.
- 솔롱고[8] : 본명은 솔롱고스. 꿈을 위해 무지개 나라 한국에 일하러 온 지 5년 차인 순수한 몽골 청년. 대학에서 한국과 관련된 전공을 했다.
- 주인할매 : 나영과 희정엄마가 세들어 사는 반지하방 주인집 할머니.
- 희정엄마 : 애인과 밤낮으로 싸우며 온 동네를 시끄럽게 하는 애교쟁이. 동대문 청평화시장 408호에 옷가게를 차리고 있다.
- 구씨 : 희정엄마와 매일같이 싸우지만 마음만은 다정한 로맨티스트. 하지만 희정엄마를 두고 맞선도 보러 간다.
- 빵 : 야비한 서점 사장. 모든 직원들의 만년 술안주. 젊은 시절 겪었던 어려움은 모두 잊어버린 것 같다.
- 마이클[9] : 솔롱고의 룸메이트이자 재간둥이 필리피노. 공장에서 팔을 다친 후 해고 당한다.
- 여직원 : 나영의 직장 동료.
- 그 외 김지숙(나영의 직장상사), 슈퍼주인 부부, 빵 아들 등

## 여담

### 중국 공연
- 2015년: 중국과 MOU 체결[10]
- 2016년: 초청 공연
- 2017년: 라이선스 초연
- 2018년: 재연
- 2022년: 3번째 중국 공연-18개 도시 순회[11]

2016년 초청 공연 당시 중국 관객이 보낸 뜨거운 성원으로 라이선스 공연이 성사되었으며, 두 번의 공연을 성황리에 마치고 2022년 세 번째 라이선스 공연이 진행된다. '洗衣服' 라는 공연명으로 상연되는 작품은 뮤지컬 '빨래'를 번안하지 않고 원작이 지닌 미감을 그대로 살려 공연된다.